# Live and Let Live
Live and Let Live is het eerste livealbum van 10cc. Het album is opgenomen in het Odeon Theatre Hammersmith op 18, 19 en 20 juni 1977 en in het Manchester Apollo te Manchester op 16 en 17 juli 1977. Door de ruzie tijdens de breuk konden de heren alleen eigen werk spelen (of uitgeven); er staan zo geen nummers op het album, waarvan Lol Creme en /of Kevin Godley de hoofdauteurs was/waren. Dat maakte het repertoire een stuk kleiner, met als gevolg dat het merendeel van het album gewijd is aan de muziek van Deceptive Bends. Het album werd gemixt in de Strawberry Studio in Londen, waar onder meer David Rohl van de Mandalaband achter de knoppen zat.

## Musici
- Eric Stewart – zang, gitaar, piano, elektrische piano
- Graham Gouldman – zang, basgitaar, gitaar
- Rick Fenn – gitaar, basgitaar, achtergrondzang
- Tony O'Malley – zang, toetsinstrumenten zoals orgel, clavoline, minimoog, polymoog
- Stuart Tosh, Paul Burgess – slagwerk, percussie, achtergrondzang; Burgess ook elektrisch piano

## Muziek
Alles van Stewart en Gouldman, behalve waar aangegeven

| Nr. | Titel                                                                     | Duur |
| --- | ------------------------------------------------------------------------- | ---- |
| 1.  | The Second Sitting for the Last Supper (Stewart, Gouldman, Creme, Godley) | 5:22 |
| 2.  | You've Got a Cold                                                         | 3:57 |
| 3.  | Honeymoon with B Troop                                                    | 3:56 |
| 4.  | Art for Art's Sake                                                        | 7:14 |
| 5.  | People in Love                                                            | 4:11 |

| Nr. | Titel                              | Duur |
| --- | ---------------------------------- | ---- |
| 1.  | The Wall Street Shuffle            | 4:12 |
| 2.  | Ships Don’t Disappear in the Night | 7:23 |
| 3.  | I'm Mandy Fly Me¹                  | 6:03 |
| 4.  | Marriage Bureau Rendezvous         | 4:19 |

| Nr. | Titel                     | Duur  |
| --- | ------------------------- | ----- |
| 1.  | Good Morning Judge        | 3:10  |
| 2.  | Feel the Benefit          | 13:35 |
| 3.  | The Things We Do for Love | 3:49  |

| Nr. | Titel            | Duur |
| --- | ---------------- | ---- |
| 1.  | Waterfall        | 7:48 |
| 2.  | I'm Not in Love  | 6:59 |
| 3.  | Modern Man Blues | 8:04 |

I'm Mandy Fly Me werd op het album toegewezen aan Stewart, Gouldman, Creme en aan Stewart, Gouldman en Godley.
Onbekend is of de titel van het album verwees naar Live and Let Die de film of de single van Paul McCartney en Wings.

## Albumlijsten
In het Verenigd Koninkrijk verkocht het album goed met een veertiende plaats; in Nederland haalde het de albumlijsten niet. In Zweden en Noorwegen verkocht het eveneens goed; het haalde plaats zeven respectievelijk acht; in Nieuw-Zeeland plaats 26.
Graham Gouldman · Eric Stewart · Kevin Godley · Lol Creme

Paul Burgess · Rick Fenn · Stuart Tosh · Duncan Mackay · Tony O'Malley